# Vasa högre flickskola

Vasa högre flickskola var en privat flickskola i kvarteret Resedan i Stockholm, aktiv från 1878 till 1939. Byggnaden uppfördes 1929–31 efter arkitekt Ragnar Östbergs ritningar.
Skolan grundades 1878 av Matilda Moll (1855–1936) under namnet Matilda Molls skola, och inhystes i hyrd lokal på Malmskillnadsgatan. Därifrån flyttades den först till Norra Blasieholmshamnen, därefter till Riddargatan för att 1888 flyttas till Humlegårdsgatan 29. Efter att Moll 1890 hade gift sig med hovpredikanten Henrik Afzelius (1849–1914) bytte skolan namn till Afzelii elementarskola för flickor. Skolan ombildades senare till aktiebolag och fick i och med det namnet Vasa högre flickskola.
I och med kommunaliseringen 1939 uppgick Vasa högre flickskola, tillsammans med Wallinska elementarskolan och Åhlinska elementarskolan, i den nybildade Vasastadens kommunala flickskola. Fram till 1968 låg här också den privata Vasa Elementarskola. Perioden 1992–2016 fanns Judiska Museet i byggnaden.

## Adresser
- 1888–1903 Humlegårdsgatan 29
- 1903–1922 Biblioteksgatan 32
- 1915–1928 Floragatan 18
- 1930–1939 Hälsingegatan 2 (nyuppförd skolbyggnad i hörnet Odengatan/Hälsingegatan)